# Clasificación para la Copa Mundial de Fútbol de 1986
Un total de 121 equipos participaron en la fase de Clasificación para la Copa Mundial de Fútbol de 1986. Compitieron por una de las 24 plazas en el torneo final. México, en calidad de anfitriones, e Italia, como los campeones defensores, clasificaron automáticamente, dejando 22 plazas disponibles. El sorteo se realizó en la ciudad de Zürich, Suiza, el 7 de diciembre de 1983.
Las 24 plazas para el Mundial de 1986 fueron distribuidas de la siguiente manera:
- Europa (UEFA): 13.5 plazas, una de ellas fue automáticamente para Italia, mientras que las otras 12.5 fueron disputadas por 32 países. El ganador de la 0.5 plaza tenía que jugar un partido de eliminación intercontinental contra un equipo de la OFC.
- Sudamérica (Conmebol): 4 plazas disputadas por 10 equipos.
- América del Norte y Central y el Caribe (CONCACAF): 2 plazas, 1 de ellas fue automáticamente para México, mientras que la plaza restante fue disputada por 17 equipos.
- África (CAF): 2 plazas, disputadas por 26 equipos.
- Asia (AFC): 2 plazas, disputadas por 26 equipos.
- Oceanía (OFC): 0.5 plaza, disputada por 4 equipos (Incluidos Israel y Taiwán). El ganador de la 0.5 plaza tenía que jugar un partido de eliminación intercontinental contra un equipo de la UEFA.

Un total de 110 equipos jugaron por lo menos un partido clasificatorio. Se jugaron un total de 308 partidos clasificatorios, y se anotaron 801 goles (un promedio de 2.60 por partido).

## Zonas continentales

### Europa (UEFA)
Grupo 1 - Polonia se clasificó y Bélgica avanzó a la repesca de la UEFA.
Grupo 2 - Alemania Federal y Portugal se clasificaron.
Grupo 3 - Inglaterra e Irlanda del Norte se clasificaron.
Grupo 4 - Francia y Bulgaria se clasificaron.
Grupo 5 - Hungría se clasificó y los Países Bajos avanzaron a la repesca de la UEFA.
Grupo 6 - Dinamarca y la Unión Soviética se clasificaron.
Grupo 7 - España se clasificó y Escocia avanzó a la Repesca Intercontinental.
Repesca - Bélgica se clasificó al eliminar a Países Bajos.

### Sudamérica (Conmebol)
Grupo 1 - Argentina se clasificó. Colombia y Perú avanzaron a las eliminatorias de repesca de la Conmebol.
Grupo 2 - Uruguay se clasificó. Chile se clasificó a las eliminatorias de repesca de la Conmebol.
Grupo 3 - Brasil se clasificó. Paraguay se clasificó a las eliminatorias de repesca de la Conmebol.
Repescas - Paraguay se clasificó al ganar las eliminatorias.

### América del Norte, Central y El Caribe (CONCACAF)
Canadá se clasificó.

### África (CAF)
Argelia y Marruecos se clasificaron.

### Asia (AFC)
Corea del Sur e Irak se clasificaron.

### Oceanía (OFC)
Australia avanzó a la Repesca Intercontinental.

### Repechaje intercontinental
Hubo un repechaje intercontinental para determinar quién se llevaría el  último cupo para  la Copa Mundial de Fútbol de 1986. Este repechaje la disputaron el ganador de la clasificación de la OFC (Australia) y el  segundo del grupo de clasificación de la UEFA (Escocia).
| 20 de noviembre de 1985 | Escocia                    | 2–0     | Australia | Hampden Park, Glasgow, Escocia                               |                                                              |
|                         | Cooper 53' · McAvennie 59' | Reporte |           | Asistencia: 61 940 espectadores Árbitro(s): Vojtech Christov | Asistencia: 61 940 espectadores Árbitro(s): Vojtech Christov |

| 4 de diciembre de 1985 | Australia | 0–0 (Global 0-2) | Escocia | Olympic Park, Melbourne, Australia                              |                                                                 |
|                        |           | Reporte          |         | Asistencia: 32 000 espectadores Árbitro(s): José Roberto Wright | Asistencia: 32 000 espectadores Árbitro(s): José Roberto Wright |

Escocia se clasificó tras ganar la eliminatoria con Australia por 2-0

## Equipos clasificados
| N.º | Equipo            | Detalle                                               | Fecha de clasificación   | Part. | Cons. | Última | Mejor presentación                           |
| --- | ----------------- | ----------------------------------------------------- | ------------------------ | ----- | ----- | ------ | -------------------------------------------- |
| 1   | Italia            | Campeón de la Copa Mundial de Fútbol de 1982          | 11 de julio de 1982      | 11    | 7     | 1982   | Campeón (1934, 1938, 1982)                   |
| 2   | México            | Anfitrión                                             | 20 de mayo de 1983       | 9     | 1     | 1978   | Cuartos de final (1970)                      |
| 3   | Uruguay           | Ganador del Grupo 2 de la Clasificación de Conmebol   | 7 de abril de 1985       | 8     | 1     | 1974   | Campeón (1930, 1950)                         |
| 4   | Hungría           | 1.° del Grupo 5 de la Clasificación de UEFA           | 17 de abril de 1985      | 9     | 3     | 1982   | Subcampeón (1938, 1954)                      |
| 5   | Brasil            | Ganador del Grupo 3 de la Clasificación de Conmebol   | 23 de junio de 1985      | 13    | 13    | 1982   | Campeón (1958, 1962, 1970)                   |
| 6   | Argentina         | Ganador del Grupo 1 de la Clasificación de Conmebol   | 30 de junio de 1985      | 9     | 4     | 1982   | Campeón (1978)                               |
| 7   | Polonia           | 1.° del Grupo 1 de la Clasificación de UEFA           | 11 de septiembre de 1985 | 5     | 4     | 1982   | Tercer lugar (1974, 1982)                    |
| 8   | Canadá            | Ganador del Triangular final de la Concacaf           | 14 de septiembre de 1985 | 1     | 1     | Debut  | Sin participaciones previas                  |
| 9   | Alemania Federal  | 1.° del Grupo 2 de la Clasificación de UEFA           | 25 de septiembre de 1985 | 11    | 9     | 1982   | Campeón (1954, 1974)                         |
| 10  | España            | 1.° del Grupo 7 de la Clasificación de UEFA           | 25 de septiembre de 1985 | 7     | 3     | 1982   | Cuarto lugar (1950)                          |
| 11  | Bulgaria          | 2.° del Grupo 4 de la Clasificación de UEFA           | 28 de septiembre de 1985 | 5     | 1     | 1974   | Primera ronda (1962, 1966, 1970, 1974)       |
| 12  | Inglaterra        | 1.° del Grupo 3 de la Clasificación de UEFA           | 16 de octubre de 1985    | 8     | 2     | 1982   | Campeón (1966)                               |
| 13  | Portugal          | 2.° del Grupo 2 de la Clasificación de UEFA           | 16 de octubre de 1985    | 2     | 1     | 1966   | Tercer lugar (1966)                          |
| 14  | Argelia           | Ganador de la Cuarta ronda de la CAF                  | 18 de octubre de 1985    | 2     | 2     | 1982   | Primera ronda (1982)                         |
| 15  | Marruecos         | Ganador de la Cuarta ronda de la CAF                  | 18 de octubre de 1985    | 2     | 1     | 1970   | Primera ronda (1970)                         |
| 16  | Unión Soviética   | 2.° del Grupo 6 de la Clasificación de UEFA           | 30 de octubre de 1985    | 6     | 2     | 1982   | Cuarto lugar (1966)                          |
| 17  | Corea del Sur     | Ganador de la Tercera ronda de la AFC                 | 3 de noviembre de 1985   | 2     | 1     | 1954   | Primera ronda (1954)                         |
| 18  | Irlanda del Norte | 2.° del Grupo 3 de la Clasificación de UEFA           | 12 de noviembre de 1985  | 3     | 2     | 1982   | Cuartos de final (1958)                      |
| 19  | Dinamarca         | 1.° del Grupo 6 de la Clasificación de UEFA           | 13 de noviembre de 1985  | 1     | 1     | Debut  | Sin participaciones previas                  |
| 20  | Francia           | 1.° del Grupo 4 de la Clasificación de UEFA           | 16 de noviembre de 1985  | 9     | 3     | 1982   | Tercer lugar (1958)                          |
| 21  | Paraguay          | Ganador de la repesca de la Clasificación de Conmebol | 17 de noviembre de 1985  | 4     | 1     | 1958   | Primera ronda (1930, 1950, 1958)             |
| 22  | Bélgica           | Ganador de la repesca de la Clasificación de UEFA     | 20 de noviembre de 1985  | 7     | 2     | 1982   | Segunda ronda (1982)                         |
| 23  | Irak              | Ganador de la Tercera ronda de la AFC                 | 29 de noviembre de 1985  | 1     | 1     | Debut  | Sin participaciones previas                  |
| 24  | Escocia           | Ganador de la repesca de la OFC/UEFA                  | 4 de diciembre de 1985   | 6     | 4     | 1982   | Primera ronda (1954, 1958, 1974, 1978, 1982) |